# Géographie de la Mayenne
Cet article concerne la géographie de la Mayenne.

## Origines
Le département de la Mayenne doit son nom à la rivière du même nom qui le traverse du nord au sud et qui le partage en deux parties à peu près égales.
Il a été formé en 1790 de divers pays appartenant au Bas-Maine et à l'Anjou ; environ 414 000 ha ont été empruntés à la première de ces deux provinces, et 103 000 à la seconde.

## Géographie physique

### Situation
Il est situé dans la région nord-ouest de la France entre 47° 43′ et 48° 34′ de latitude et entre 2° 22′ et 3° 34′ de longitude occidentale. Son chef-lieu Laval est à 301 km à l'ouest-sud-ouest de Paris par le chemin de fer, à 240 km à vol d'oiseau. Un seul département l'Ille-et-Vilaine, sépare au nord-ouest, la Mayenne, de la Manche ; deux, l'Ille-et-Vilaine et le Morbihan, ou un seul, la Loire-Atlantique, le sépare au sud-ouest de l'Océan.
La Mayenne est bornée : au nord par la Manche et l'Orne ; à l'ouest par l'Ille-et-Vilaine (par la Loire-Atlantique, à l'angle sud-ouest) ; au sud, par le Maine-et-Loire ; à l'est par la Sarthe.
La superficie de la Mayenne est de 517 063 ha. Sa forme assez régulière est celle d'un quadrilatère allongé dans le sens du nord au sud. Sa plus grande largeur, de l'ouest à l'est, de Saint-Ellier au bourg de Ravigny est de 62 km ; sa plus grande longueur du nord au sud, de Lignières-Orgères à Daon, de 83 km.

Paysages de la Mayenne :
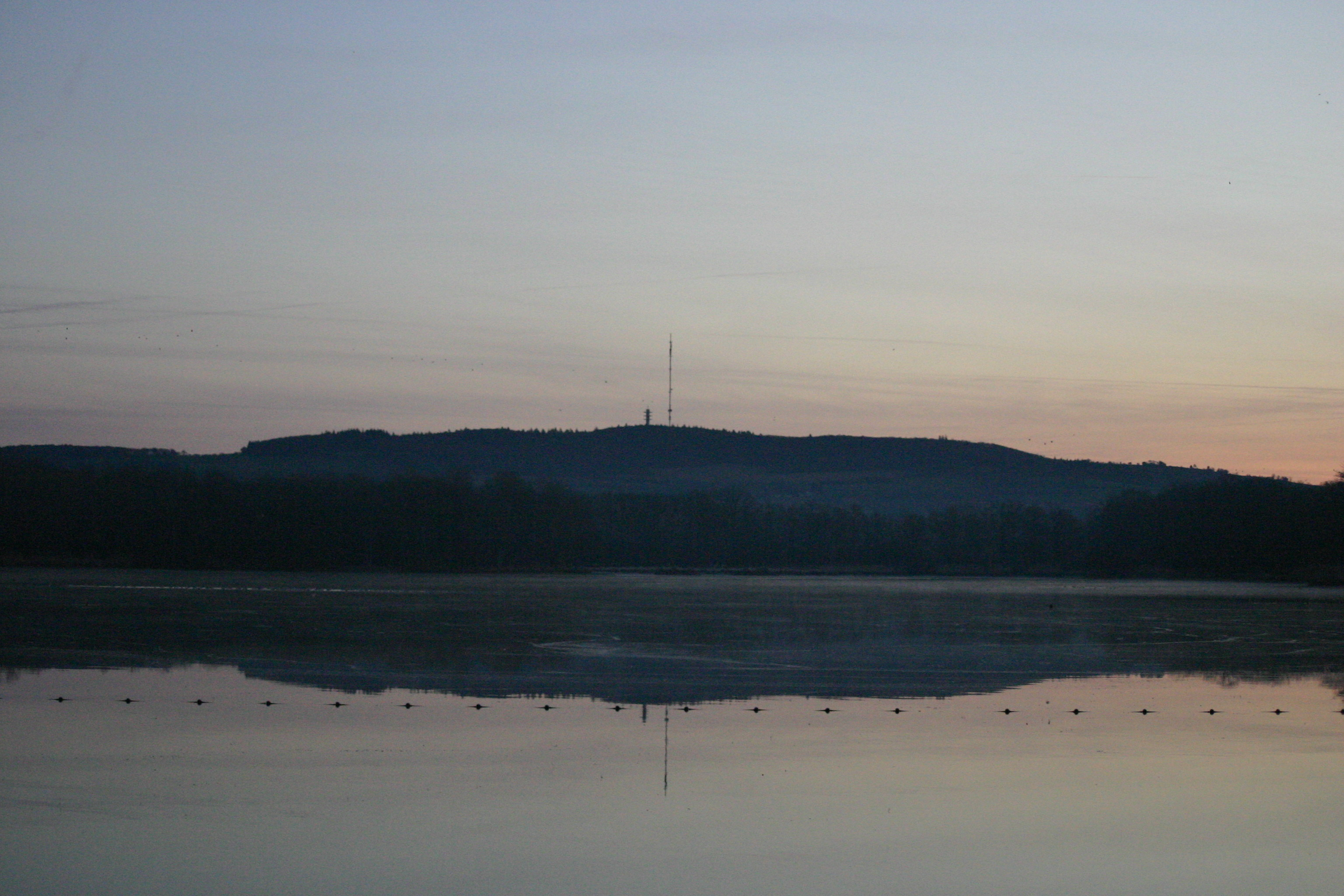
Le mont Rochard, qui culmine à 357 mètres, vu depuis un étang.
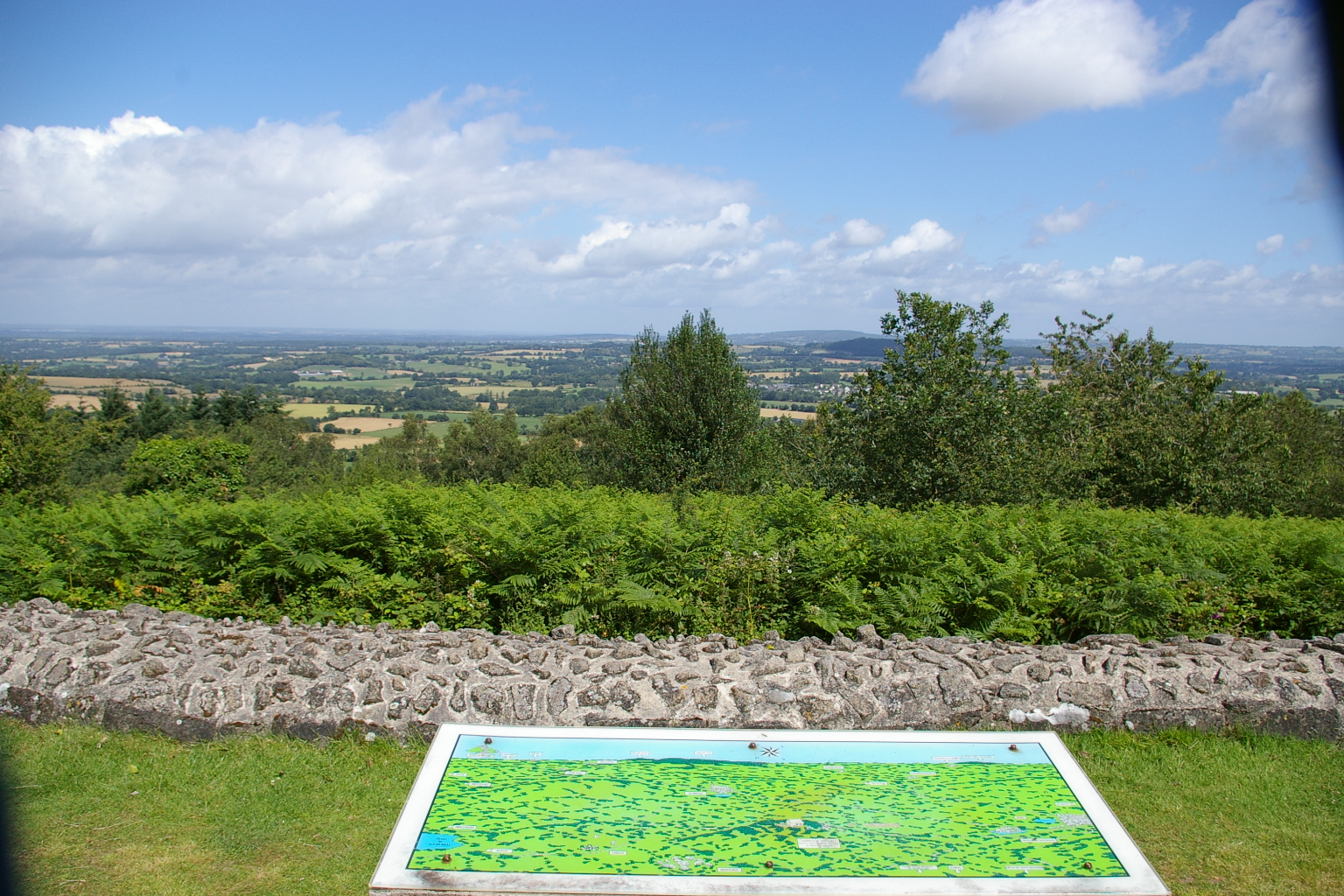
Panorama depuis le sommet du Montaigu, qui culmine à 291 mètres.
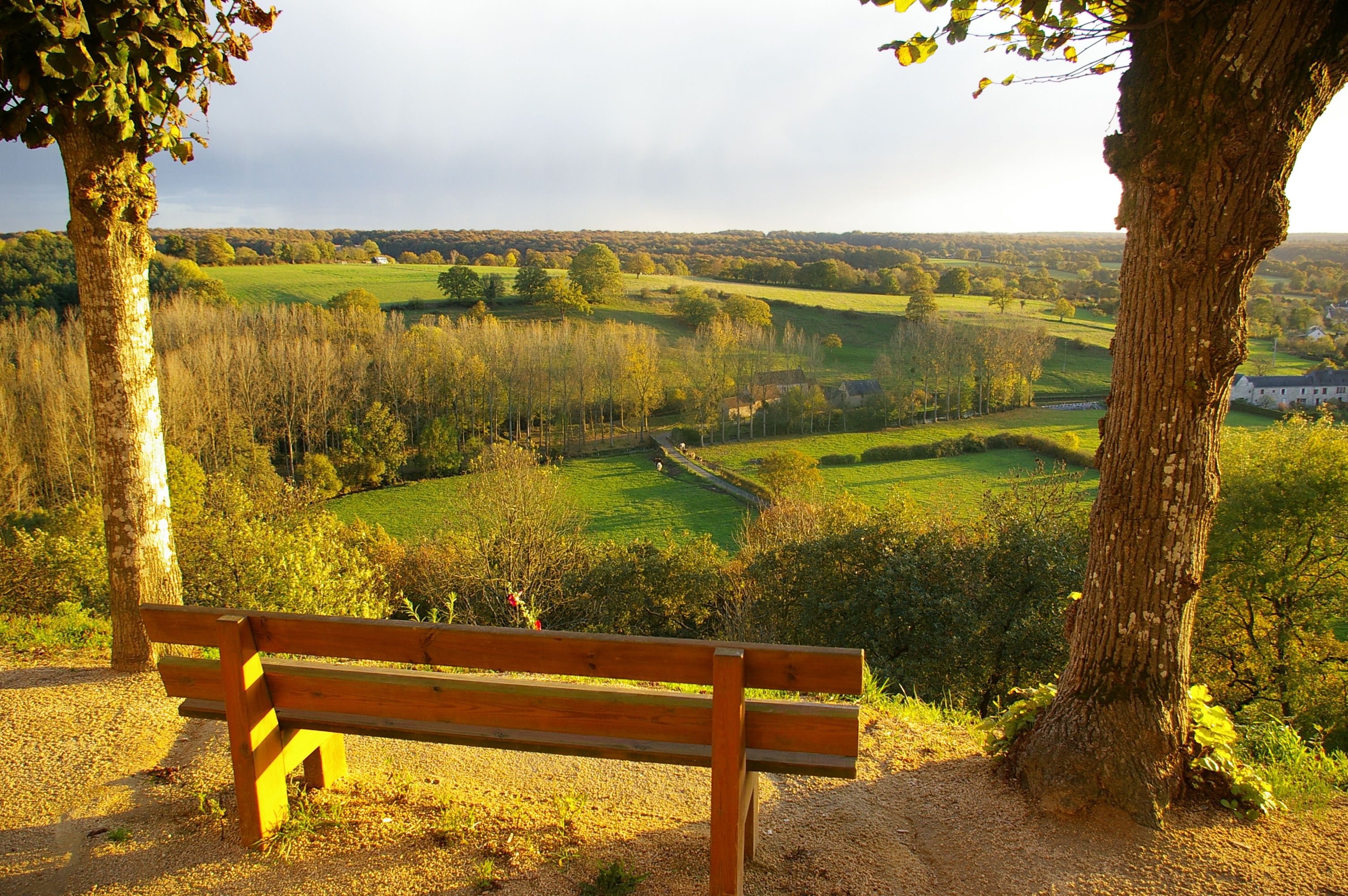
Paysage des Coëvrons.

### Relief et géologie
Géologiquement, le département de la Mayenne est semblable à la Bretagne, puisque dans le prolongement du Massif armoricain ; comme celui de cette région la plupart de ses roches, granites, porphyres, schistes, grès paléozoïques, sont d'origine ancienne ; les granites bleus et les prophyres des Coëvrons sont surtout remarquables.
Le système orographique du département est constitué par les collines du Maine. C'est moins une chaîne de collines qu'un ensemble de chaînons peu élevés rayonnant dans tous les sens. Sauf dans quelques massifs, l'altitude moyenne de ces collines ne dépasse guère 80 à 100 mètres. Les vallées qu'elles forment, peu profondes et peu accidentées, sont parcourues par de petits ruisseaux, qui y entretiennent partout une admirable végétation. Les plaines entrecoupées de prairies et de cultures variées, sont parsemées de petites fermes connues dans le pays sous le nom de closeries.
La Mayenne compte de nombreuses forêts entremêlée de clairières. Enfin les forêts de Lourze, de Pail, de Craon, de Valles, de Mayenne, de Monaye, de la Charnie, de Concise, de Bourgon, une petite partie de celle de Sillé, et de nombreux étangs, parmi lesquels on peut citer ceux de Juvigné et d'Aron, varient la monotonie des paysages. Vers le sud, dans l'arrondissement de Château-Gontier, les collines constituent une série de plateaux qui s'abaissent jusqu'à la plaine par des pentes douces. À mesure qu'on remonte vers le nord, le sol se relève et les collines, se redressant, présente quelques escarpements pittoresques. Au nord-ouest de Laval, les hauteurs qui dominent la rive gauche de la Vilaine, sur les confins de la Mayenne et de l'Ille-et-Vilaine, atteignent une altitude de 238 m, à l'ouest d'Ernée et au-dessus de La Pellerine. Ces collines séparent l'Ernée qui coule vers le sud-est, du Couesnon (nord-ouest), de la Vilaine (sud-ouest) et de la Calanche (sud-ouest). À l'est d'Ernée, les collines de Chailland, sur lesquelles d'étend la forêt de Mayenne, forment une chaîne régulière dont l'altitude s'élève, du sud au nord, de 160 à 215 m. À l'est de Laval et au sud-est de Sainte-Suzanne, petite ville remarquable par ses rochers et sa situation pittoresque, la forêt de la Charnie, sur les confins de la Sarthe est à 288 m. Au nord d'Évron, s'étend une chaîné régulière, la chaîne des Coëvrons, qui, orienté de l'est à l'ouest, sépare les régions de Laval et de Mayenne. Son point culminant, le mont Rochard, entre Évron et Bais, atteint 357 m. C'est de cette chaîne que Paris tira en partie le porphyre de ses pavés. Au  nord de cette chaîne, le mont du Saule, dans la commune d'Hardanges à 327 m ; plus à l'est, le signal de Villepail dans la forêt de Pail, au nord de Villaines-la-Juhel s'élève à 356 m. À l'angle nord-est du département, près des frontières de l'Orne et de la Sarthe, le massif sur lequel s'étage la forêt de Multonne, qui donne naissance à la Mayenne, atteint 385 m au mont Souprat, et 416 m au mont des Avaloirs, qui est le point culminant de tout le nord-ouest de la France et distancant d'une poignée de mètres le signal d'Écouves dans l'Orne. Il faut faire, vers le sud-est, plus de 250 km à vol d'oiseau pour trouver une cime aussi élevée à Aigurande qui est 30 mètres plus que le mont des Avaloirs. Au nord-ouest du département dans les cantons de Gorron et de Landivy, l'altitude moyenne des collines ne dépasse guère 200 m ; cette moyenne est plus élevée dans le nord-est du département sur les frontières de l'Orne. La forêt de Monaye, à la limite nord-ouest de la Mayenne couvre un sommet qui atteint 269 m.

## Sources
- Géographie du département de la Mayenne. Adolphe Joanne. Paris : Hachette, 1881.